# Madeleine Delbrêl
Madeleine Delbrêl (Mussidan, 24 oktober 1904 – Ivry-sur-Seine, 13 oktober 1964) was een Franse katholieke auteur, dichter, sociaal dienstverlener, en mystica. In 1993 begon de Rooms-katholieke Kerk een proces om haar zalig te verklaren.

## Levensloop

### Jeugd
Delbrêls vader was spoorwerker, maar geïnteresseerd in kunst en literatuur, en Madeleine erfde zijn schrijverstalent. In haar jeugd leefde ze op verschillende plaatsen, maar voelde zich nergens thuis. Haar ouders waren niet religieus. Ze werd bewust atheïst en op haar 17e schreef ze een traktaat met als titel: "God is dood - lang leve de dood!", waarin ze haar visie op het leven verwoordde: de enige zekerheid die we hebben, is de dood. Als een gevolg daarvan leefde ze vrij, schrijvend, gedichten illustrerend, filosofie en kunstgeschiedenis studerend aan de Sorbonne, haar eigen mode ontwerpend. Ze was een van de eerste vrouwen die haar haar kort knipte.

### Bekering
Na een  atheïstische jeugd, werd ze in 1924 katholiek. Toen haar verloofde plotseling besloot in te treden bij de Dominicanen en haar vader blind werd, viel haar leven in duigen. Tegelijkertijd merkte ze op dat het leven helemaal niet absurd was in de beleving van haar christelijke vrienden en vriendinnen, die evenveel van het leven genoten als zij. God leek ineens geen onmogelijkheid meer. Ze herinnerde zich het advies van de heilige Theresia van Avila om elke dag vijf minuten in stilte aan God te denken en besloot neer te knielen en te bidden. 
Ze noemde 1924 het jaar van haar bekering, omdat ze toen in het gebed God vond, of beter, God haar vond. Voor haar was Hij iemand om lief te hebben, juist zoals enig ander persoon. Sindsdien voelde ze zich speciaal geleid door de kracht van de Heilige Geest die uitgaat van de Eucharistie.

### Verdere leven
Ze dacht erover in te treden bij de Karmelitessen, maar ze voelde zich meer geroepen om met mensen in contact te blijven, en hen te helpen om een gelukkiger leven te leiden. Ze werd lid van de meisjesscouts, leidde een groep van vrouwen in Ivry-sur-Seine, een buitenwijk van Parijs, om een zorgzaam, troostend, helpend leven te leiden. Ze stichtte een gemeenschap van jonge vrouwen, die zich « la Charité » noemde (de naastenliefde), voordat ze bekend werden als « Équipes Madeleine Delbrêl ». Het ging haar erom "Christus te zijn", niet om "te werken voor Christus". Haar methode was het ontmoeten van mensen waar ze woonden, vrienden met ze te worden, ze te ontvangen en elkaar te helpen.
Tegelijk studeerde ze sociale dienstverlening. In 1937 schreef ze: « Het raakt je wel meer als je dagelijks vijf of zes gezinnen met veel kinderen bezoekt, om hen te helpen de procedures te volgen om bepaalde hulp te verkrijgen. Het zou echter minder ontroerend, maar nuttiger zijn om juridische teksten voor te bereiden die de gezinsstatus van alle ons bekende of onbekende grote families kunnen verbeteren»
In mei 1940, na het uitbreken van de Tweede Wereldoorlog, werd Madeleine gedelegeerd technisch coördinator van de sociale diensten in het kanton Ivry. Zo werd ze feitelijk lid van de gemeenteraad. Ze gaf ook les aan maatschappelijk hulpverleners.
In de jaren ’50 speelde ze, samen met onder meer Jacques Loew (1908-1999), dominicaan en dokwerker in Marseille, een belangrijke rol in de beweging van de priester-arbeiders.

### Sterven en proces van zaligverklaring
Niet lang voor haar sterven schreef ze nog: «J'ai été et je reste éblouie par Dieu.», "Ik was en blijf verblind door God". Madeleine stierf plotseling aan een hersenbloeding op 13 oktober 1964 te Ivry-sur-Seine, in de le Val-de-Marne. Daar ligt ze begraven, in het midden van de stad, op het openbare kerkhof.
Het bisdom Créteil opende de zaak voor haar zaligverklaring in 1993. Paus Franciscus tekende het decreet van haar heldhaftige deugden op 26 januari 2018, waarmee ze eerbiedwaardig werd.

## Werken
- Alcide : guide simple pour simples chrétiens, Seuil, Coll. « Livre de vie » n°133, Paris 1980.
- Ampleur et dépendance du service social, Bloud et Gay, Paris, 1937.
- Communautés selon l'Évangile, Seuil, Paris, 1973.
- Éblouie par Dieu / correspondance 1 : 1910-1941, (Œuvres complètes vol.1), Nouvelle cité, Coll. « Spiritualité », Montrouge 2004.
- La Femme et la maison, Les Éditions du Temps présent, Paris, 1941.
- Humour dans l'amour : Méditations et fantaisies (Œuvres complètes vol.3), Nouvelle cité, Coll. « Spiritualité », Montrouge 2005.
- Indivisible amour : pensées détachées inédites (textes choisis et présentés par C. de Boismarmin), Centurion, Paris,1991. - Bibliogr. p. 131-133.
- La Joie de croire, Seuil, Paris, 1968. (Recopilación de textos escritos entre 1935 y 1964 y extraídos en parte de varias revistas y publicaciones)
- Madeleine Delbrêl. La Route, impr. et libr. Alphonse Lemerre, Paris, 1927. Prix Sully Prudhomme 1926.
- Missionnaires sans bateau - les racines de la mission, Parole et silence, Saint-Maur, 2000.
- Le Moine et le nagneau, (Œuvres complètes vol. 4), Montrouge, Nouvelle cité, Coll. « Spiritualité » 2006 (21e éd.)
- Nous autres, gens des rues - textes missionnaires, Seuil, Coll. « Livre de vie » n°107, Paris, 1971.
- S'unir au Christ en plein monde, correspondance, 2 : 1942-1952 (Œuvres complètes vol.2), Nouvelle cité, Coll. « Spiritualité », Montrouge, 2004.
- Veillée d'armes - aux travailleuses sociales, Bloud et Gay, Coll. « Réalités du travail social » n° 1, Paris, 1942.
- Ville marxiste, terre de mission - provocation du marxisme à une vocation pour Dieu... A la 12º edición se le añadió la correspondencia entre M. Delbrêl y Venise Gosnat y dos textos inéditos, Cerf, Coll. « Foi vivante » n°129, Paris, 1970. Réédition : Desclée de Brouwer, 1995.

Haar Œuvres complètes, volledige werken, worden uitgegeven: bij Nouvelle Cité, 2004-2021, waarvan er 17 zijn verschenen.

## Secundaire literatuur
- Piet Raes en Ann-Sophie Noreillie, Betoverd door God – het leven en werk van Madeleine Delbrêl, Averbode, 2016
- Piet Raes, Leven met God. Madeleine Delbrêl wijst de weg, Halewijn, 2021